# Argiolestes tenuispinus
Argiolestes tenuispinus е вид водно конче от семейство Megapodagrionidae.

## Разпространение
Видът е разпространен в Папуа Нова Гвинея.